# Bryotropha
Bryotropha is een geslacht van vlinders van de familie tastermotten (Gelechiidae).

## Soorten
- B. affinis

Geelwitte mospalpmot (Haworth, 1828)
- B. aliterrella (Rebel, 1935)
- B. arabica Amsel, 1952
- B. azovica Bidzilia, 1997
- B. basaltinella

Grootvlekmospalpmot (Zeller, 1839)
- B. boreella (Douglas, 1851)
- B. branella (Busck, 1908)
- B. brevipalpella Rebel, 1893
- B. ciliatella (Herrich-Schäffer, 1854)
- B. cinnamomea Turati, 1934
- B. clandestina (Meyrick, 1923)
- B. desertella

Bruine mospalpmot (Douglas, 1850)
- B. domestica

Mospalpmot (Haworth, 1828)
- B. dryadella (Zeller, 1850)
- B. dufraneella (Joannis, 1928)
- B. figulella (Staudinger, 1859)
- B. galbanella

Gevlekte mospalpmot (Zeller, 1839)
- B. gallurella Amsel, 1952
- B. heckfordi Karsholt & Rutten, 2005
- B. hendrikseni Karsholt & Rutten, 2005
- B. hulli Karsholt & Rutten, 2005
- B. italica Karsholt & Rutten, 2005
- B. mulinoides Amsel, 1952
- B. mundella (Douglas, 1850)
- B. neftensis Dufrane, 1955
- B. nupponeni Karsholt & Rutten, 2005
- B. pallorella Amsel, 1952
- B. patockai Elsner & Karsholt, 2003
- B. plantariella (Tengstrom, 1848)

- B. plebejella (Zeller, 1847)
- B. politella (Stainton, 1851)
- B. pullifimbriella Clemens, 1863
- B. purpurella (Zetterstedt, 1839)
- B. rossica Anikin & Piskunov, 1996
- B. sabulosella (Rebel, 1905)
- B. saralella Amsel, 1952
- B. sattleri Nel, 2003
- B. senectella

Donkere mospalpmot (Zeller, 1839)
- B. similis

Witte mospalpmot (Stainton, 1854)
- B. subnigricella Dufrane, 1955
- B. sutteri Karsholt & Rutten, 2005
- B. svenssoni Park, 1984
- B. tachyptilella (Rebel, 1916)
- B. tahavusella Forbes, 1922
- B. tectella Herrich-Schäffer, 1854
- B. terrella

Oranje mospalpmot (Denis & Schiffermüller, 1775)
- B. umbrosella

Variabele mospalpmot (Zeller, 1839)
- B. vondermuhlli Nel & Brusseaux, 2003
- B. wolschrijni Karsholt & Rutten, 2005
- B. zannonicola Hartig, 1953